# Toyota Sequoia
Toyota Sequoia (с англ. — «Секвойя») — полноразмерный внедорожник, выпускаемый Toyota Motor Corporation. Дебютировал в 2000 году как модель 2001 года и по цене располагался между среднеразмерным 4Runner и Land Cruiser. Sequoia был номинирован на премию Североамериканский грузовой автомобиль года (англ. North American Truck of the Year) за 2001 год. Кроме того, он заполнил пробел, когда на канадском рынке в 1995 году были прекращены продажи Land Cruiser. Sequoia выпускается на заводе Toyota в Принстоне, штат Индиана, на той же сборочной линии, где и Tundra, и в настоящее время продаётся в Соединённых Штатах, Канаде, Мексике, и на Среднем Востоке.

## Первое поколение
С 2003 года комплектуется управлением бортовым компьютером, климат-контролем, музыкой на рулевом колесе (мультируль). Передняя подвеска аналогична с Prado 120, задняя Land cruiser 100, климат-контроль двухзонный с возможностью регулирования потока для задних пассажиров, салонного фильтра в первом поколении нет, вентиляцией багажного отделения, 3 ряд сидений легко демонтируется и так же легко монтируется обратно, 2 ряд сидений складывается вперед, что значительно увеличивает объем багажного отделения.
Sequoia имел рамную конструкцию, неразрезной задний мост и мог быть заднеприводным или полноприводным — с подключаемым «передком», понижающей передачей и блокировкой межосевого дифференциала.

## Второе поколение
Второе поколение Toyota Sequoia выпускается в США с 2007 года, автомобиль продаётся на рынках Северной и Южной Америки, а также в некоторых странах Ближнего Востока.
Автомобиль создан на платформе с пикапом Toyota Tundra, предлагается с задним или полным приводом. На машину устанавливались бензиновые 8-цилиндровые двигатели 1UR-FE объёмом 4,6 литра (мощность 310 л. с.), 2UZ-FE VVT-i объемом 4,7 литра (276 л. с.) и 3UR-FE объёмом 5,7 литра (381 л. с.). Для ближневосточных стран до 2022 года устанавливались 6-цилиндровые двигатели 1GR-FE объемом 4 литра (250 л. с.). Коробка передач — 5-ти или 6-ти ступенчатая автоматическая.
В ходе обновления модели добавили комплекс Toyota Safety Sense с предупреждением о столкновении, автоматическим торможением, адаптивным круиз-контролем, информированием об уходе с полосы движения, автоматическим дальним светом, контролем слепых зон и предотвращением столкновений при движении задним ходом.

## Третье поколение
Sequoia третьего поколения была представлена 25 января 2022 года для 2023 модельного года.  Производство началось 21 сентября 2022 года,  а продажи начались в октябре 2022 года. Производство было перенесено на завод в Сан-Антонио, построенный вместе с серией XK70 Tundra, из-за того, что завод в Индиане готовится к выпуску двух предстоящих 8-местных пассажирских внедорожников, которые будут оснащены гибридными силовыми агрегатами. 
Он построен на рамной платформе GA-F.  Как и в первом поколении, в этом поколении используется сплошная задняя ось вместо независимой настройки от предыдущего поколения. Гибридный 3,4-литровый двигатель V35A-FTS с двойным турбонаддувом V6 (продаваемый как «i-Force Max») является стандартным для всей линейки, выдавая 437 л.с. (326 кВт; 443 л.с.) и  790 Н⋅м  крутящего момента, а 5,7-литровый агрегат 3UR-FE V8 снят с производства. 
Sequoia третьего поколения доступна в пяти комплектациях, четыре из которых перенесены из предыдущего поколения: SR5, Limited, Platinum и TRD Pro, а также флагманская комплектация Capstone, ориентированная на роскошь. Буксировочная способность составляет  4 220–4 320 кг  в зависимости от комплектации. В зависимости от комплектации, Sequoia доступна с семью или восемью пассажирскими местами, со сплошным сиденьем или двойным капитанским креслом во втором ряду.